# Estación de Wildert
La estación de Wildert es una estación de tren belga situada en Essen, en la provincia de Amberes (región Flamenca).
Pertenece a la línea  de S-Trein Antwerpen.

## Situación ferroviaria
La estación se encuentra en la línea 12 (Amberes-Essen-frontera)

## Intermodalidad
| Wildert Station |                      |
| Autobuses de Amberes |                      |
| --- | -------------------- |
| \| Línea \| Recorrido \| \| ----- \| -------------------- \| \| 441 \| Wuustwezel ↔ Wildert \| \| 679 \| Hoogstraten ↔ Essen \| |                      |
| Línea | Recorrido            |
| 441 | Wuustwezel ↔ Wildert |
| 679 | Hoogstraten ↔ Essen  |